# 48-я гвардейская стрелковая дивизия
48-я гвардейская стрелковая Криворожская Краснознамённая орденов Суворова и Кутузова дивизия — гвардейское воинское формирование (соединение, стрелковая дивизия) РККА в Великой Отечественной войне и в послевоенные годы.
Условное наименование — войсковая часть полевая почта (в/ч пп) № 28265.
Сокращённое наименование — 48 гв. сд.

## История формирования
Дивизия ведёт свою историю от сформированной на основании приказа Народного комиссара обороны СССР № 00105 от 14 октября 1941 года 17-й отдельной курсантской стрелковой бригады. Формирование бригады проходило в период с 22 октября по 20 ноября 1941 года в городе Воронеже, командовать бригадой был назначен полковник Г. А. Куталев.
24 апреля 1942 года 17-я отдельная курсантская стрелковая бригада была выведена из состава 5-й армии Западного фронта в резерв Ставки ВГК и отправлена в город Звенигород. В период с 1 по 30 мая 1942 года, на основании директив заместителя НКО СССР № 0/12/2/78-4029 от 25 апреля 1942 года и Военного совета МВО № 9975 от 28 апреля 1942 года, бригада была переформирована в 264-ю стрелковую дивизию (2-го формирования), с доукомплектованием по штатам стрелковой дивизии военного времени, командиром дивизии был назначен полковник Н. М. Маковчук.
Приказом НКО СССР № 332 от 20 октября 1942 года, за проявленную отвагу в боях за Отечество с немецкими захватчиками, за стойкость, мужество, дисциплину и организованность, за героизм личного состава, 264-я стрелковая дивизия (2-го формирования) была преобразована в 48-ю гвардейскую стрелковую дивизию.
25 октября 1942 года дивизия была погружена на станциях Шлипово и Сухиничи и по железной дороге переправлена на станции Скуратово, Горбачи и сосредоточилась в районе Сукманово Тульской области, где до 20 декабря проводила занятия по боевой и политической подготовке.
17 декабря 1942 года командующий 3-й танковой армии генерал-майор Рыбалко вручил дивизии гвардейское Красное знамя.
Новая нумерация частям дивизий присвоена 26 декабря 1942 года директивой Главупраформа КА № Орг/2/788723 от 24 октября 1942 года, стрелковые полки дивизии получили новые номера: 1056-й — 138, 1058-й — 143, 1060-й — 146, 825-й артиллерийский полк — 98.
14 сентября 1944 года 53-й отдельный гвардейский истребительно-противотанковый дивизион был переформирован в 53-й отдельный гвардейский самоходный артиллерийский дивизион, с вооружением СУ-76.

## Участие в боевых действиях
Период вхождения в действующую армию: 1 января 1943 года — 31 марта 1944 года, 28 мая 1944 года — 14 сентября 1944 года, 13 октября 1944 года — 31 марта 1945 года, 20 апреля 1942 года — 11 мая 1945 года.
20 декабря 1942 года дивизия в составе 15 эшелонов была отправлена со станций Скуратово, Выползово и Чернь. К 3 января 1943 года части дивизии после разгрузки на станциях Воробьёвка, Бутурлиновка и Калач, тремя ночными переходами вышли в район Новая Макаровка.
С 14 января 1943 года дивизия участвует в боях на Воронежском фронте, в прорыве обороны противника на участке Пасюково-Высочанов и быстро взламывая оборону противника в Михайловка, Ольховатка, Осадчий, Варваровка, Будённый, Ливенки, Старая Водолага, Мануйловка, Камышеватое.
В марте 1943 года дивизия выдержала многодневные тяжёлые оборонительные бои в ходе Харьковской оборонительной операции.
С 1 февраля 1944 года, после сдачи оборонительной полосы севернее Лозоватка, дивизия находилась в резерве командующего 3-м Украинским фронтом и непрерывно совершала марши по маршруту: Корсуновка, Сергеевка, Софиевка, Ново-Витебск, Михайловка, Апостолово. 17 февраля дивизия вошла в состав 34-го стрелкового корпуса и сосредоточилась в районе Александровка и посёлка Розы Люксембург. В 9:00 18 февраля дивизия повела наступление, сбив противника с переднего края 143-й гвардейский стрелковый полк в 12:00 овладел Миролюбовка отбросив противника в балку Большая Кроква. 20 февраля 146-й и 138-й гвардейские полки овладели Зелёный Городок, отбросив противника к озеру. В 6:00 21 февраля приданный дивизии 6-й штурмовой батальон с батареей 76-мм пушек 98-го гвардейского артполка выйдя в тыл противника прошёл Криворожский металлургический завод. Ударом с юго-востока к 8:00 овладел станцией Червоная, непрерывно отражая контратаки противника силой 200—300 человек пехоты и 7-8 танков сумел удержать позиции. Дивизия, продолжая наступление после упорных боёв, овладела заводом, перерезала железную дорогу Долгинцево — станция Червоная. В 20:00 части дивизии после упорных уличных боёв овладели Соцгородком, в 21:00 начали наступление на Кривой Рог. В 6:00 части дивизии обходя узлы сопротивления, расчленили противника в городе, сломив его сопротивление вышли к реке Саксагань, в 12:00 форсировали её и вышли на железнодорожное полотно западнее города. Противник был отброшен из города на западные скаты возвышенности южной излучины реки Ингулец.
С 26 апреля по 30 мая 1944 года дивизия находилась в районе сосредоточения севернее Новозыбкова, где пополнялась личным составом и материальной частью, а также проводила занятия по боевой подготовке, после чего совершив 300 километровый марш вышла район юго-восточнее Мыслов Рог. Ночью 20 июня дивизия сменила части 44-й стрелковой дивизии и 161-го укрепрайона в районе Вьюнище. С 24 июня дивизия участвуя в Бобруйской операции перешла в наступление и прорвав оборону стала преследовать противника вдоль Варшавского шоссе в направлении Карпиловка, форсировала реки Тремля, Птичь, Оресса, Случь, Морочь, Лань, верховье реки Щара, тем самым оказав содействие в овладении важным опорным пунктом Барановичи. 14 июля дивизия вышла к реке Ясельда в районе Берёза, где в течение трёх дней взламывала немецкую оборону.
В августе 1944 года дивизия вела ожесточённые наступательные бои на западном берегу реки Западный Буг, северо-западнее города Брест и на подступах к Варшаве.
В марте 1945 года дивизия провела ожесточённые наступательные бои в Восточной Пруссии северо-западнее Цинтен, восточнее и северо-восточнее Хайлигенба́йль с противником, прижатым к заливу Фриш-Гаф.
С 20 по 23 апреля 1945 года дивизия совершила 300-километровый комбинированный марш из района города Фрейштадт в юго-западное предместье Берлина — на южный берег канала Тельтов. 24 апреля части дивизии, отбросив противника, форсировали Тельтов и повели уличные бои на юго-западной окраине Берлина. В течение двухдневных ожесточённых уличных боёв полностью очистили от противника район Лихтерфельде, овладели железнодорожными станциями Ботанишен Гартен, ЛихтерФельде Вест, Зундгауер. С 26 по 30 апреля несмотря на сильное сопротивление противника дивизия продвигалась в северном направлении и овладела западной частью Фриденау, восточной частью Шмаргендорф, Вильмерсдорф. Особенно ожесточённые бои были в кварталах к северу от Берлин Штрассе в районе Вильмерсдорф. Здесь части дивизии в исключительно тяжёлых условиях, в огне горящих кварталов, сломили сопротивление противника.
Не прекращая боевых действий, днём и ночью, дивизия к 12:00 2 мая 1945 года правым флангом овладев железнодорожной станцией Шарлоттенбург, соединилась с войсками 1-го Белорусского фронта, левым флангом совместно с частями 20-го стрелкового корпуса, наступающими с запада, разгромила последнюю группировку противника на участке северная часть Констанцер Штрассе, Пройссен парк.
За период уличных боёв с 24 апреля по 2 мая 1945 года в Берлине, дивизия овладела около 1500 кварталами, 7-ю железнодорожными станциями, большим количеством различных заводов, нанесла противнику потери убитыми и ранеными — 3000 солдат и офицеров и взяв в плен 950 солдат и офицеров.
4 мая 1945 года дивизия выступила из Берлина и после семи переходов сосредоточилась в районе Ческа-Липа, где с 10 по 17 мая прочёсывала местность и задерживала военнопленных.

## Состав дивизии
Новая нумерация частям дивизии присвоена 26 декабря 1942 года
- 138-й гвардейский стрелковый полк (в/ч пп № 45868);
- 143-й гвардейский стрелковый полк (в/ч пп 48914);
- 146-й гвардейский стрелковый полк (в/ч пп 38154);
- 98-й гвардейский артиллерийский полк (в/ч пп 45866);
- 53-й отдельный гвардейский истребительно-противотанковый дивизион (до 05.09.1944);
- 53-й отдельный гвардейский самоходно-артиллерийский дивизион (в/ч пп 55324), (с 05.09.1944)[9];
- 67-я гвардейская зенитная батарея (до 25.04.1943);
- 58-й гвардейский пулемётный батальон (до 01.07.1943);
- отдельная зенитно-пулемётная рота (с 28.05.1944);
- отдельный гвардейский стрелковый учебный батальон;
- 47-я гвардейская разведывательная рота;
- 53-й отдельный гвардейский сапёрный батальон;
- 74-й отдельный гвардейский батальон связи;
- 404-й (54-й) отдельный медико-санитарный батальон;
- 50-я отдельная гвардейская рота химической защиты;
- 608-я (52-я) автотранспортная рота[10];
- 591-я (49-я) полевая хлебопекарня;
- 531-й (46-й) дивизионный ветеринарный лазарет;
- 1630-я полевая почтовая станция;
- 1620-я полевая касса Госбанка[6].

## В составе
| Подчинение      | Подчинение               | Подчинение         | Подчинение                         | Подчинение |
| На дату         | Фронт                    | Армия              | Корпус                             |            |
| --------------- | ------------------------ | ------------------ | ---------------------------------- | ---------- |
| 01.10.1942 года | Московский военный округ | -                  | -                                  |            |
| 01.11.1942 года | Резерв Ставки ВГК        | 3-я танковая армия | -                                  |            |
| 01.12.1942 года | Резерв Ставки ВГК        | 3-я танковая армия | -                                  |            |
| 01.01.1943 года | Воронежский фронт        | 3-я танковая армия | -                                  |            |
| 01.02.1943 года | Воронежский фронт        | 3-я танковая армия | -                                  |            |
| 01.03.1943 года | Юго-Западный фронт       | 3-я танковая армия | -                                  |            |
| 01.04.1943 года | Юго-Западный фронт       | 3-я танковая армия | -                                  |            |
| 01.05.1943 года | Юго-Западный фронт       | 57-я армия         | 27-й гвардейский стрелковый корпус |            |
| 01.06.1943 года | Юго-Западный фронт       | 57-я армия         | 27-й гвардейский стрелковый корпус |            |
| 01.07.1943 года | Юго-Западный фронт       | 57-я армия         | 27-й гвардейский стрелковый корпус |            |
| 01.08.1943 года | Юго-Западный фронт       | 6-я армия          | 27-й гвардейский стрелковый корпус |            |
| 01.09.1943 года | Степной фронт            | -                  | 76-й стрелковый корпус             |            |
| 01.10.1943 года | Степной фронт            | 57-я армия         | -                                  |            |
| 01.11.1943 года | 2-й Украинский фронт     | 57-я армия         | 64-й стрелковый корпус             |            |
| 01.12.1943 года | 2-й Украинский фронт     | 57-я армия         | 27-й гвардейский стрелковый корпус |            |
| 01.01.1944 года | 2-й Украинский фронт     | 37-я армия         | 27-й гвардейский стрелковый корпус |            |
| 01.02.1944 года | 3-й Украинский фронт     | 37-я армия         | 57-й стрелковый корпус             |            |
| 01.03.1944 года | 3-й Украинский фронт     | 46-я армия         | 34-й стрелковый корпус             |            |
| 01.04.1944 года | Резерв Ставки ВГК        | 28-я армия         | -                                  |            |
| 01.05.1944 года | Резерв Ставки ВГК        | 28-я армия         | 20-й стрелковый корпус             |            |
| 01.06.1944 года | 1-й Белорусский фронт    | 28-я армия         | 20-й стрелковый корпус             |            |
| 01.07.1944 года | 1-й Белорусский фронт    | 28-я армия         | 20-й стрелковый корпус             |            |
| 01.08.1944 года | 1-й Белорусский фронт    | 28-я армия         | 20-й стрелковый корпус             |            |
| 01.09.1944 года | 1-й Белорусский фронт    | 28-я армия         | 20-й стрелковый корпус             |            |
| 01.10.1944 года | Резерв Ставки ВГК        | 28-я армия         | 20-й стрелковый корпус             |            |
| 01.11.1944 года | 3-й Белорусский фронт    | 28-я армия         | 20-й стрелковый корпус             |            |
| 01.12.1944 года | 3-й Белорусский фронт    | 28-я армия         | 20-й стрелковый корпус             |            |
| 01.01.1945 года | 3-й Белорусский фронт    | 28-я армия         | 20-й стрелковый корпус             |            |
| 01.02.1945 года | 3-й Белорусский фронт    | 28-я армия         | 20-й стрелковый корпус             |            |
| 01.03.1945 года | 3-й Белорусский фронт    | 28-я армия         | 20-й стрелковый корпус             |            |
| 01.04.1945 года | Резерв Ставки ВГК        | 28-я армия         | 20-й стрелковый корпус             |            |
| 01.05.1945 года | 1-й Украинский фронт     | 28-я армия         | 20-й стрелковый корпус             |            |

## Отличившиеся воины
9 воинов дивизии были удостоены звания Героя Советского Союза, а 7 стали полными кавалерами ордена Славы:
|  | Булдаков, Михаил Григорьевич   | командир стрелкового батальона 146-го гвардейского стрелкового полка           | гвардии | 27.06.1945                       | |
|  | Кравец, Пётр Акимович          | командир орудия 98-го гвардейского артиллерийского полка                       | гвардии | 20.12.1943                       | |
|  | Кузьминов, Василий Иванович    | командир 47-й отдельной гвардейской разведывательной роты                      | гвардии | 27.06.1945                       | |
|  | Кульба, Николай Фёдорович      | снайпер 2-го стрелкового батальона 146-го гвардейского стрелкового полка       | гвардии | 20.12.1943                       | указом ПВС СССР от 1 июля 1959 года лишён звания Герой Советского Союза и других наград в связи с осуждением |
|  | Петров, Василий Яковлевич      | командир отделения взвода пешей разведки 146-го гвардейского стрелкового полка | гвардии | 20.12.1943                       | 25 ноября 1944 года погиб при выполнении боевого задания под городом Гумбинненом, похоронен в городе Каунас  |
|  | Петров, Виктор Михайлович      | разведчик 146-го гвардейского стрелкового полка                                | гвардии | 27.06.1945                       | |
|  | Пустынцев, Николай Петрович    | разведчик 47-й отдельной гвардейской разведывательной роты                     | гвардии | 20.12.1943                       | |
|  | Пшеничко, Алексей Леонтьевич   | командир взвода 47-й отдельной гвардейской разведывательной роты               | гвардии | 19.04.1945                       | погиб 16 февраля 1945 года в районе посёлка Бомбен, похоронен в городе Каунас                                |
|  | Шишкин, Василий Михайлович     | командир отделения 53-го отдельного гвардейского сапёрного батальона           | гвардии | 27.06.1945                       | |
|  | Алексеев, Семён Михайлович     | командир сапёрного отделения 138-го гвардейского стрелкового полка             | гвардии | 31.07.1944 14.02.1945 27.06.1945 | |
|  | Кривцов, Игнат Иванович        | помощник командира взвода пешей разведки 146-го гвардейского стрелкового полка | гвардии | 20.10.1944 31.01.1945 29.06.1945 | |
|  | Первухин, Николай Иванович     | помощник командира взвода разведки 138-го гвардейского стрелкового полка       | гвардии | 06.03.1944 28.07.1944 24.03.1945 | |
|  | Пономаренко, Михаил Степанович | командир отделения взвода пешей разведки 146-го гвардейского стрелкового полка | гвардии | 31.07.1944 31.01.1945 29.06.1945 | |
|  | Попов, Семён Кузьмич           | начальник радиостанции 47-й отдельной гвардейской разведывательной роты        | гвардии | 07.12.1943 08.08.1944 24.03.1945 | |
|  | Цегельник, Григорий Гаврилович | сапёр сапёрного взвода 138-го гвардейского стрелкового полка                   | гвардии | 27.07.1944 14.02.1945 15.05.1946 | |
|  | Юнак, Григорий Михайлович      | сапёр сапёрного взвода 138-го гвардейского стрелкового полка                   | гвардии | 26.07.1944 19.09.1944 27.06.1945 | |

## Награды и почётные наименования
| Награда (наименование)               | Дата награждения                                                                  | За что награждена |
| ------------------------------------ | --------------------------------------------------------------------------------- | --- |
| Почётное звание «Гвардейская»        | присвоено приказом Народного комиссара обороны СССР № 332 от 20 октября 1942 года | за проявленную отвагу в боях за Отечество с немецкими захватчиками, за стойкость, мужество, дисциплину и организованность, за героизм личного состава                                |
| Почётное наименование «Криворожская» | присвоено приказом Верховного главнокомандующего № 042 от 26 февраля 1944 года    | за отличия в боях за освобождение города Кривой Рог |
| Орден Красного Знамени               | награждена указом Президиума Верховного Совета СССР от 27 июля 1944 года          | за образцовое выполнение заданий командования в боях с немецкими захватчиками, за овладение городом Барановичи и проявленные при этом доблесть и мужество                            |
| Орден Суворова II степени            | награждена указом Президиума Верховного Совета СССР от 26 апреля 1945 года        | за образцовое выполнение заданий командования в боях с немецкими захватчиками при разгроме группы немецких войск юго-западнее Кёнигсберга и проявленные при этом доблесть и мужество |
| Орден Кутузова II степени            | награждена указом Президиума Верховного Совета СССР от 4 июня 1945 года           | за образцовое выполнение заданий командования в боях с немецкими захватчиками при овладении столицей Германии городом Берлин и проявленные при этом доблесть и мужество              |

Также были удостоены наград и почётных наименований входящие в состав дивизии части:
- 138-й гвардейский стрелковый Берлинский Краснознамённый полк
  - Почётное наименование «Берлинский» присвоено приказом Верховного главнокомандующего № 0109 от 4 июня 1945 года, в ознаменование одержанной победы и отличия в боях за овладение городом Берлин;
  - Награждён орденом Красного Знамени указом Президиума Верховного Совета СССР от 10 августа 1944 года, за образцовое выполнение заданий командования в боях с немецкими захватчиками, за овладение городом Брест и проявленные при этом доблесть и мужество[19].
- 143-й гвардейский стрелковый Краснознамённый полк
  - Награждён орденом Красного Знамени указом Президиума Верховного Совета СССР от 25 июля 1944 года, за образцовое выполнение заданий командования в боях с немецкими захватчиками при форсировании реки Щара, за овладение городом Слоним и проявленные при этом доблесть и мужество[19].
- 146-й гвардейский стрелковый ордена Богдана Хмельницкого полк[20]
  - Награждён орденом Богдана Хмельницкого II степени указом Президиума Верховного Совета СССР от 5 апреля 1945 года, за образцовое выполнение заданий командования в боях с немецкими захватчиками при овладении городом Прейсиш Айлау и проявленные при этом доблесть и мужество[21].
- 98-й гвардейский артиллерийский Краснознамённый полк[22].
  - Награждён орденом Красного Знамени указом Президиума Верховного Совета СССР от 7 августа 1943 года, за образцовое выполнение заданий командования на фронте борьбы с немецкими захватчиками и проявленную при этом доблесть и мужество[19].
- 53-й отдельный гвардейский сапёрный Брестский батальон[23]
  - Почётное наименование «Брестский» присвоено приказом Верховного главнокомандующего № 0258 от 10 августа 1944 года, за отличия в боях за овладение городом Брест[24].

## Командование дивизии

### Командиры
- Маковчук Николай Матвеевич (20.10.1942 — 30.05.1943), гвардии полковник, гвардии генерал-майор;
- Вагин Леонид Иванович (31.05.1943 — 02.07.1943), гвардии полковник (ВРИД);
- Корчиков, Глеб Николаевич (03.07.1943 — 01.08.1946), гвардии полковник, гвардии генерал-майор[25][26];
- Баклаков, Василий Ильич (28.08.1946 — 10.04.1948), гвардии генерал-майор[27];
- Лазарев, Венедикт Михайлович (10.04.1948 — 21.02.1950), гвардии полковник;
- Джахуа, Кирилл Кочоевич (21.02.1950 — 04.07.1951), гвардии генерал-майор;
- Шафаренко, Павел Менделевич (4.07.1951 — 28.04.1956), гвардии генерал-майор;
- Коберниченко, Григорий Григорьевич (20.05.1956 — 20.03.1958), гвардии полковник;
- Соболев, Пётр Андреевич (14.06.1958 — 09.09.1959), гвардии полковник[28].

### Заместители командира дивизии по строевой части
- Фадеев Пётр Дмитриевич (01.1943 — 05.09.1943), гвардии подполковник (умер от ран);
- Шацков Андрей Георгиевич (??.01.1944 — ??.02.1944), гвардии полковник;
- Старостин Василий Павлович (03.1944 — 02.07.1944), гвардии полковник (тяжело контужен);
- Леонов Михаил Ефимович (1944—1945), гвардии полковник;
- Захаренко Леонтий Ананьевич (27.04.1945 — 1946), гвардии подполковник, гвардии полковник

### Заместители командира по политической части
- Стрельский Николай Саввич (08.12.1942 — 10.11.1943), гвардии старший батальонный комиссар, гвардии подполковник, гвардии полковник;
- Митин Иван Анисимович (06.12.1943 — 30.12.1945), гвардии подполковник[29].

### Начальники штаба дивизии
- Ячменьков Михаил Николаевич (20.10.1942 — 1943), гвардии подполковник, гвардии полковник;
- Степанов Сергей Николаевич (01.05.1944 — 21.08.1944), гвардии подполковник (убит);
- Приезжий Пётр Матвеевич (00.01.1945 — 00.09.1945), гвардии полковник.

## Послевоенная история

Кривой Рог, монумент «Победа», 2013 год

14 июня 1945 года 48-я гвардейская стрелковая дивизия, выступила из района Шёнборн на территорию СССР, 25-ю переходами совершила путь в 979 километров и 14 августа сосредоточилась в районе города Лида. Дивизия находилась в составе 20-го стрелкового корпуса 28-й общевойсковой армии Белорусского военного округа с местом дислокации в городе Волковыск, а позже в Гродно, до момента расформирования.
В 1946 году дивизия была сокращена и преобразована в 38-ю гвардейскую отдельную стрелковую бригаду.
В феврале 1947 года из состава 11-й механизированной дивизии в состав 38-й отдельной гвардейской стрелковой бригады был передан 10-й гвардейский танковый полк (в/ч 01834) созданный на базе 10-й гвардейской танковой бригады.
1 сентября 1949 года на базе этой бригады была восстановлена 48-я гвардейская стрелковая дивизия.
20 мая 1957 года 48-я гвардейская стрелковая дивизия была переформирована в 48-ю гвардейскую скадрированную мотострелковую дивизию (в/ч 28265), все входящие в состав дивизии полки сохранили свои номера.
В результате очередного сокращения Вооружённых Сил СССР 48-я гвардейская мотострелковая Криворожская Краснознамённая орденов Суворова и Кутузова дивизия была расформирована 10 января 1959 года, вместе со всеми полками.

## Память
- В районе Дзержинка города Кривой Рог в 1968 году, по инициативе ветеранов 48-й гвардейской стрелковой дивизии, установлен монумент «Победа», посвящённый советским воинам 3-го Украинского фронта, освободившим Кривой Рог 22 февраля 1944 года от немецких войск;
- Братская могила воинов дивизии, погибших при освобождении города Кривой Рог.